# Langleyville (Illinois)
Langleyville est une census-designated place (cdp) du comté de Christian dans l'Illinois, aux États-Unis,. Lors du recensement de 2010, la cdp comptait une population de 432 habitants.

## Source de la traduction
- (en) Cet article est partiellement ou en totalité issu de l’article de Wikipédia en anglais intitulé « Langleyville, Illinois » (voir la liste des auteurs).